# Johann von Klenau
Johann Graf von Klenau, Freiherr von Janowitz (13 aprilie 1758, Praga - 6 octombrie 1819, Brno) a fost un Feldmarschalleutnant austriac.